# صيد الثعالب

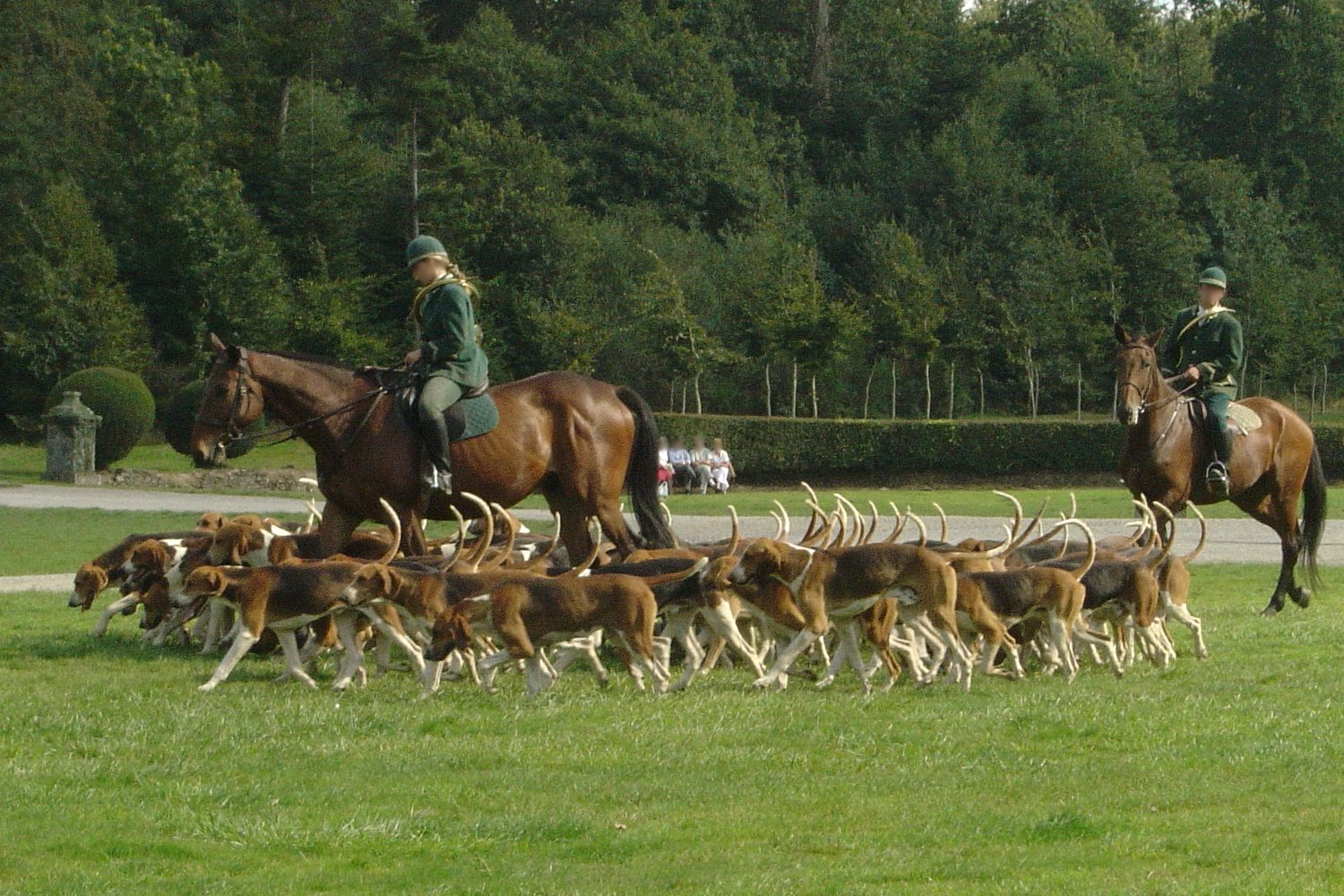
صيد الثعالب

صيد الثعالب (بالإنجليزية: Fox hunting) هو نوع من أنواع الصيد التقليدي تتم فيه استخدام كلاب المطاردة والخيول، ظهر أولاً في بريطانيا وأيرلندا في القرن الرابع عشر ولكنه انتشر لاحقاً في أماكن مختلفة من العالم مثل كندا، أستراليا، فرنسا، الهند، إيطاليا، روسيا، نيوزيلندا والولايات المتحدة الأمريكية.
تم منع ممارسة هذا النوع من الصيد في ألمانيا بعد وصول هتلر للسلطة، وتم منعه أيضاً في بريطانيا في نوفمبر عام 2004.